# Algerije op de Olympische Zomerspelen 2020
Algerije was een van de deelnemende landen aan de Olympische Zomerspelen 2020 in Tokio, Japan. De selectie bestond uit 41 atleten, actief in 14 verschillende disciplines. De Algerijnse atleten wisten geen medailles te behalen.

## Atleten
Hieronder volgt een overzicht van de atleten die zich kwalificeerden voor deelname aan de Olympische Zomerspelen 2020.
| sport         | mannen | vrouwen | totaal |
| ------------- | ------ | ------- | ------ |
| Atletiek      | 4      | 1       | 5      |
| Boksen        | 5      | 3       | 8      |
| Gewichtheffen | 1      | 0       | 1      |
| Judo          | 1      | 1       | 2      |
| Kanovaren     | 0      | 1       | 1      |
| Karate        | 0      | 1       | 1      |
| Roeien        | 2      | 0       | 2      |
| Schermen      | 2      | 2       | 4      |
| Schietsport   | 0      | 1       | 1      |
| Tafeltennis   | 1      | 0       | 1      |
| Wielersport   | 2      | 0       | 2      |
| Worstelen     | 8      | 0       | 8      |
| Zeilen        | 1      | 1       | 2      |
| Zwemmen       | 1      | 2       | 3      |
| totaal        | 28     | 13      | 41     |

## Sporten

### Atletiek
Mannen
Loopnummers
| atleet              | onderdeel           | series  | series | kwartfinale | kwartfinale | halve finale   | halve finale   | finale         | finale         |
| atleet              | onderdeel           | tijd    | rang   | tijd        | rang        | tijd           | rang           | tijd           | rang           |
| ------------------- | ------------------- | ------- | ------ | ----------- | ----------- | -------------- | -------------- | -------------- | -------------- |
| Yassine Hethat      | 800 m               | 1.46,20 | 5      | n.v.t.      | n.v.t.      | niet geplaatst | niet geplaatst | niet geplaatst | niet geplaatst |
| Abdelmalik Lahoulou | 400 m horden        | 48,83   | 3 Q    | n.v.t.      | n.v.t.      | 49,14          | 5              | niet geplaatst | niet geplaatst |
| Hicham Bouchicha    | 3000 m steeplechase | 8.44,75 | 15     | n.v.t.      | n.v.t.      | n.v.t.         | n.v.t.         | niet geplaatst | niet geplaatst |

Technische nummers
| atlete       | onderdeel          | kwalificaties | kwalificaties | finale   | finale |
| atlete       | onderdeel          | afstand       | rang          | afstand  | rang   |
| ------------ | ------------------ | ------------- | ------------- | -------- | ------ |
| Yasser Triki | hink-stap-springen | 17,05         | 5 Q           | 17,43 NR | 5      |

Vrouwen
Loopnummers
| atleet          | onderdeel    | series | series | kwartfinale | kwartfinale | halve finale   | halve finale   | finale         | finale         |
| atleet          | onderdeel    | tijd   | rang   | tijd        | rang        | tijd           | rang           | tijd           | rang           |
| --------------- | ------------ | ------ | ------ | ----------- | ----------- | -------------- | -------------- | -------------- | -------------- |
| Loubna Benhadja | 400 m horden | 57,19  | 8      | n.v.t.      | n.v.t.      | niet geplaatst | niet geplaatst | niet geplaatst | niet geplaatst |

### Boksen
Mannen
| atleet               | onderdeel         | eerste ronde           | tweede ronde           | kwartfinale            | halve finale           | finale                 | finale         |
| atleet               | onderdeel         | tegenstander resultaat | tegenstander resultaat | tegenstander resultaat | tegenstander resultaat | tegenstander resultaat | rang           |
| -------------------- | ----------------- | ---------------------- | ---------------------- | ---------------------- | ---------------------- | ---------------------- | -------------- |
| Mohamed Flissi       | vlieggewicht      | bye                    | Paalam V 0–5           | niet geplaatst         | niet geplaatst         | niet geplaatst         | niet geplaatst |
| Younes Nemouchi      | middengewicht     | Ssemujju W 5–0         | Marcial V RSC-I        | niet geplaatst         | niet geplaatst         | niet geplaatst         | niet geplaatst |
| Mohammed Houmri      | halfzwaargewicht  | Korbaj W 3-2           | López V 0–5            | niet geplaatst         | niet geplaatst         | niet geplaatst         | niet geplaatst |
| Abdelhafid Benchabla | zwaargewicht      | Tursunov W 4-1         | Gadzhimagomedov V 0-5  | niet geplaatst         | niet geplaatst         | niet geplaatst         | niet geplaatst |
| Chouaib Bouloudinat  | superzwaargewicht | bye                    | Torrez V 0-5           | niet geplaatst         | niet geplaatst         | niet geplaatst         | niet geplaatst |

Vrouwen
| atlete           | onderdeel     | eerste ronde           | tweede ronde           | kwartfinale            | halve finale           | finale                 | finale         |
| atlete           | onderdeel     | tegenstander resultaat | tegenstander resultaat | tegenstander resultaat | tegenstander resultaat | tegenstander resultaat | rang           |
| ---------------- | ------------- | ---------------------- | ---------------------- | ---------------------- | ---------------------- | ---------------------- | -------------- |
| Roumaysa Boualam | vlieggewicht  | Jitpong V 0-5          | niet geplaatst         | niet geplaatst         | niet geplaatst         | niet geplaatst         | niet geplaatst |
| Imane Khelif     | lichtgewicht  | n.v.t.                 | Homrani W 5-0          | Harrington V 0-5       | niet geplaatst         | niet geplaatst         | niet geplaatst |
| Ichrak Chaib     | middengewicht | n.v.t.                 | Rani V 0-5             | niet geplaatst         | niet geplaatst         | niet geplaatst         | niet geplaatst |

### Gewichtheffen
Mannen
| atleet       | onderdeel | trekken      | trekken      | stoten       | stoten       | totaal       | rang         |
| atleet       | onderdeel | score        | rang         | score        | rang         | totaal       | rang         |
| ------------ | --------- | ------------ | ------------ | ------------ | ------------ | ------------ | ------------ |
| Walid Bidani | +109 kg   | niet gestart | niet gestart | niet gestart | niet gestart | niet gestart | niet gestart |

### Judo
Mannen
| atleet      | onderdeel | eerste ronde         | tweede ronde         | derde ronde          | kwartfinale          | halve finale         | herkansing           | finale / BM          | finale / BM    |
| atleet      | onderdeel | tegenstander uitslag | tegenstander uitslag | tegenstander uitslag | tegenstander uitslag | tegenstander uitslag | tegenstander uitslag | tegenstander uitslag | rang           |
| ----------- | --------- | -------------------- | -------------------- | -------------------- | -------------------- | -------------------- | -------------------- | -------------------- | -------------- |
| Fethi Nurin | −73 kg    | Abdalarasool V DNS   | niet geplaatst       | niet geplaatst       | niet geplaatst       | niet geplaatst       | niet geplaatst       | niet geplaatst       | niet geplaatst |

Vrouwen
| atlete        | onderdeel | eerste ronde         | tweede ronde         | derde ronde          | kwartfinale          | halve finale         | herkansing           | finale / BM          | finale / BM    |
| atlete        | onderdeel | tegenstander uitslag | tegenstander uitslag | tegenstander uitslag | tegenstander uitslag | tegenstander uitslag | tegenstander uitslag | tegenstander uitslag | rang           |
| ------------- | --------- | -------------------- | -------------------- | -------------------- | -------------------- | -------------------- | -------------------- | -------------------- | -------------- |
| Sonia Asselah | +78 kg    | bye                  | Kalanina V 002–100   | niet geplaatst       | niet geplaatst       | niet geplaatst       | niet geplaatst       | niet geplaatst       | niet geplaatst |

### Kanovaren
Vrouwen
Sprint
| atlete        | onderdeel | series   | series | kwartfinale | kwartfinale | halve finale   | halve finale   | finale         | finale         |
| atlete        | onderdeel | tijd     | rang   | tijd        | rang        | tijd           | rang           | tijd           | rang           |
| ------------- | --------- | -------- | ------ | ----------- | ----------- | -------------- | -------------- | -------------- | -------------- |
| Amira Kherris | K-1 200 m | 48,306   | 7 KF   | 49,412      | 8           | niet geplaatst | niet geplaatst | niet geplaatst | niet geplaatst |
| Amira Kherris | K-1 500 m | 2.13,626 | 7 KF   | 2.07,548    | 6           | niet geplaatst | niet geplaatst | niet geplaatst | niet geplaatst |

Legenda: FA=finale A (medailles); FB=finale B (geen medailles); HF=halve finale KF=kwartfinale

### Karate
Vrouwen
| atlete       | onderdeel | groepsfase           | groepsfase           | groepsfase           | groepsfase           | groepsfase | halve finale         | finale               | finale |
| atlete       | onderdeel | tegenstander uitslag | tegenstander uitslag | tegenstander uitslag | tegenstander uitslag | rang       | tegenstander uitslag | tegenstander uitslag | rang   |
| ------------ | --------- | -------------------- | -------------------- | -------------------- | -------------------- | ---------- | -------------------- | -------------------- | ------ |
| Lamya Matoub | +61 kg    | Quirici V 1–2        | Abbasali V 0–4       | Gong V 0–4           | Abdelaziz G 0–0      | 5          | niet geplaatst       | niet geplaatst       | 9      |

### Roeien
Mannen
| atleet                          | onderdeel          | series  | series | herkansingen | herkansingen | kwartfinale | kwartfinale | halve finale   | halve finale   | finale  | finale |
| atleet                          | onderdeel          | tijd    | rang   | tijd         | rang         | tijd        | rang        | tijd           | rang           | tijd    | rang   |
| ------------------------------- | ------------------ | ------- | ------ | ------------ | ------------ | ----------- | ----------- | -------------- | -------------- | ------- | ------ |
| Kamel Ait Daoud Sid Ali Boudina | lichte dubbel-twee | 6.57,32 | 6 H    | 7.12,08      | 6 FC         | n.v.t.      | n.v.t.      | niet geplaatst | niet geplaatst | 6.41,62 | 5      |

Legenda: FA=finale A (medailles); FB=finale B (geen medailles); FC=finale C (geen medailles); FD=finale D (geen medailles); FE=finale E (geen medailles); FF=finale F (geen medailles); HA/B=halve finale A/B; HC/D=halve finale C/D; HE/F=halve finale E/F; KF=kwartfinale; H=herkansing

### Schermen
Mannen
| atleet        | onderdeel | eerste ronde         | tweede ronde         | derde ronde          | kwartfinale          | halve finale         | finale / BM          | finale / BM    |
| atleet        | onderdeel | tegenstander uitslag | tegenstander uitslag | tegenstander uitslag | tegenstander uitslag | tegenstander uitslag | tegenstander uitslag | rang           |
| ------------- | --------- | -------------------- | -------------------- | -------------------- | -------------------- | -------------------- | -------------------- | -------------- |
| Salim Heroui  | floret    | Mylnikov V 6-15      | niet geplaatst       | niet geplaatst       | niet geplaatst       | niet geplaatst       | niet geplaatst       | niet geplaatst |
| Akram Bounabi | sabel     | Streets V 9-15       | niet geplaatst       | niet geplaatst       | niet geplaatst       | niet geplaatst       | niet geplaatst       | niet geplaatst |

Vrouwen
| atlete                    | onderdeel | eerste ronde         | tweede ronde         | derde ronde          | kwartfinale          | halve finale         | finale / BM          | finale / BM    |
| atlete                    | onderdeel | tegenstander uitslag | tegenstander uitslag | tegenstander uitslag | tegenstander uitslag | tegenstander uitslag | tegenstander uitslag | rang           |
| ------------------------- | --------- | -------------------- | -------------------- | -------------------- | -------------------- | -------------------- | -------------------- | -------------- |
| Meriem Mebarki            | floret    | Pásztor V 8-15       | niet geplaatst       | niet geplaatst       | niet geplaatst       | niet geplaatst       | niet geplaatst       | niet geplaatst |
| Kaouther Mohamed Belkebir | sabel     | Hengyu V 1-15        | niet geplaatst       | niet geplaatst       | niet geplaatst       | niet geplaatst       | niet geplaatst       | niet geplaatst |

### Schietsport
Vrouwen
| atlete       | onderdeel        | kwalificaties | kwalificaties | finale         | finale         |
| atlete       | onderdeel        | punten        | rang          | punten         | rang           |
| ------------ | ---------------- | ------------- | ------------- | -------------- | -------------- |
| Houda Chaabi | 10 m luchtgeweer | 619,5         | 39            | niet geplaatst | niet geplaatst |

### Tafeltennis
Mannen
| atleet        | onderdeel | voorronde            | eerste ronde         | tweede ronde         | derde ronde          | vierde ronde         | kwartfinale          | halve finale         | finale / BM          | finale / BM    |
| atleet        | onderdeel | tegenstander uitslag | tegenstander uitslag | tegenstander uitslag | tegenstander uitslag | tegenstander uitslag | tegenstander uitslag | tegenstander uitslag | tegenstander uitslag | rang           |
| ------------- | --------- | -------------------- | -------------------- | -------------------- | -------------------- | -------------------- | -------------------- | -------------------- | -------------------- | -------------- |
| Larbi Bouriah | enkelspel | bye                  | Majoros V 0-4        | niet geplaatst       | niet geplaatst       | niet geplaatst       | niet geplaatst       | niet geplaatst       | niet geplaatst       | niet geplaatst |

### Wielersport

#### Wegwielrennen
Mannen
| atleet         | onderdeel    | tijd           | rang           |
| -------------- | ------------ | -------------- | -------------- |
| Azzedine Lagab | wegwedstrijd | niet gefinisht | niet gefinisht |
| Azzedine Lagab | tijdrit      | 1:05.21,53     | 36             |
| Hamza Mansouri | wegwedstrijd | niet gefinisht | niet gefinisht |

### Worstelen
Mannen
Grieks-Romeins
| atleet             | onderdeel | kwalificatie         | eerste ronde         | kwartfinale          | halve finale         | herkansing           | finale / BM          | finale / BM |
| atleet             | onderdeel | tegenstander uitslag | tegenstander uitslag | tegenstander uitslag | tegenstander uitslag | tegenstander uitslag | tegenstander uitslag | rang        |
| ------------------ | --------- | -------------------- | -------------------- | -------------------- | -------------------- | -------------------- | -------------------- | ----------- |
| Abdelkarim Fergat  | −60 kg    | n.v.t.               | Fumita V 0-4         | niet geplaatst       | niet geplaatst       | Sailike V 1-3        | niet geplaatst       | 13          |
| Abdelmalek Merabet | −67 kg    | Ryu V 1-3            | niet geplaatst       | niet geplaatst       | niet geplaatst       | niet geplaatst       | niet geplaatst       | 16          |
| Bachir Sid Azara   | −87 kg    | n.v.t.               | Peng W 4-1           | Belenjoek V 1-3      | niet geplaatst       | Datunashvili V 1-3   | niet geplaatst       | 7           |
| Adem Boudjemline   | −97 kg    | n.v.t.               | Saravi V 0-4         | niet geplaatst       | niet geplaatst       | niet geplaatst       | niet geplaatst       | 15          |

Vrije stijl
| atleet              | onderdeel | eerste ronde         | kwartfinale          | halve finale         | herkansing           | finale / BM          | finale / BM |
| atleet              | onderdeel | tegenstander uitslag | tegenstander uitslag | tegenstander uitslag | tegenstander uitslag | tegenstander uitslag | rang        |
| ------------------- | --------- | -------------------- | -------------------- | -------------------- | -------------------- | -------------------- | ----------- |
| Abdelhak Kherbache  | −57 kg    | Vanguelov V 0-5      | niet geplaatst       | niet geplaatst       | niet geplaatst       | niet geplaatst       | 16          |
| Fateh Benferdjallah | −86 kg    | Reichmuth V 1-3      | niet geplaatst       | niet geplaatst       | niet geplaatst       | niet geplaatst       | 11          |
| Mohammed Fardj      | −97 kg    | Yergali V 0-5        | niet geplaatst       | niet geplaatst       | niet geplaatst       | niet geplaatst       | 16          |
| Djahid Berrahal     | -125 kg   | Shala V 0-5          | niet geplaatst       | niet geplaatst       | niet geplaatst       | niet geplaatst       | 14          |

### Zeilen
Mannen
| atleet       | onderdeel | race | race | race | race | race | race | race | race | race | race | race | race | race           | netto punten | eindnotering |
| atleet       | onderdeel | 1    | 2    | 3    | 4    | 5    | 6    | 7    | 8    | 9    | 10   | 11   | 12   | M              | netto punten | eindnotering |
| ------------ | --------- | ---- | ---- | ---- | ---- | ---- | ---- | ---- | ---- | ---- | ---- | ---- | ---- | -------------- | ------------ | ------------ |
| Hamza Bouras | RS:X      | 21   | 23   | 24   | 25   | DNF  | 18   | 25   | 24   | 25   | 25   | 25   | 25   | niet geplaatst | 260          | 25           |

Vrouwen
| atlete          | onderdeel | race | race | race | race | race | race | race | race | race | race | race | race | race           | netto punten | eindnotering |
| atlete          | onderdeel | 1    | 2    | 3    | 4    | 5    | 6    | 7    | 8    | 9    | 10   | 11   | 12   | M              | netto punten | eindnotering |
| --------------- | --------- | ---- | ---- | ---- | ---- | ---- | ---- | ---- | ---- | ---- | ---- | ---- | ---- | -------------- | ------------ | ------------ |
| Nadjet Berrichi | RS:X      | 23   | 26   | 24   | DNF  | DNF  | 26   | 27   | 27   | DNF  | 27   | 26   | 27   | niet geplaatst | 289          | 27           |

### Zwemmen
Mannen
| atleet           | onderdeel        | series | series | halve finale   | halve finale   | finale         | finale         |
| atleet           | onderdeel        | tijd   | rang   | tijd           | rang           | tijd           | rang           |
| ---------------- | ---------------- | ------ | ------ | -------------- | -------------- | -------------- | -------------- |
| Oussama Sahnoune | 50 m vrije slag  | 22,61  | 37     | niet geplaatst | niet geplaatst | niet geplaatst | niet geplaatst |
| Oussama Sahnoune | 100 m vrije slag | 49,65  | 37     | niet geplaatst | niet geplaatst | niet geplaatst | niet geplaatst |

Vrouwen
| atlete          | onderdeel        | series | series | halve finale   | halve finale   | finale         | finale         |
| atlete          | onderdeel        | tijd   | rang   | tijd           | rang           | tijd           | rang           |
| --------------- | ---------------- | ------ | ------ | -------------- | -------------- | -------------- | -------------- |
| Amel Melih      | 50 m vrije slag  | 25,77  | =35    | niet geplaatst | niet geplaatst | niet geplaatst | niet geplaatst |
| Amel Melih      | 100 m vrije slag | 56,65  | 39     | niet geplaatst | niet geplaatst | niet geplaatst | niet geplaatst |
| Souad Cherouati | 10 km open water | n.v.t. | n.v.t. | n.v.t.         | n.v.t.         | 2:17.21,6      | 25             |